# Робертс, Эндрю (историк Африки)
Эндрю Данлоп Робертс (англ. Andrew Dunlop Roberts; 2 сентября 1937 — 16 октября 2024) — британский историк Африки. В 1998 году он оставил работу в Школе востоковедения и африканистики, получив звание почётного профессора истории Африки.

## Жизнь и карьера
Эндрю Робертс был старшим ребёнком двух британских писателей, Майкла Робертса и Джанет Адам Смит. После обучения в Кембриджском университете он занимался исследованиями в Кампале, а затем работал устным историком в Дар-эс-Саламе. Он был докторантом Яна Вансины в Университете Висконсин-Мэдисон, где исследовал историю народа бемба в Замбии. Его докторское полевое исследование, первоначально проведённое в 1964—1965 годах, в конечном итоге привело к написанию в 1973 году монографии «История народа бемба» (A history of the Bemba). С 1968 по 1971 год он был научным сотрудником в Университете Замбии.
Позднее Робертс занял должность в Школе востоковедения и африканистики (SOAS), а в 1998 году досрочно вышел на пенсию из SOAS.
Робертс умер 16 октября 2024 года в возрасте 87 лет.

## Труды
- Tanzania before 1900. Nairobi: Published for the Historical Association of Tanzania by the East African Publishing House, 1968.
- Recording East Africa's past: a brief guide for the amateur historian . Nairobi: Published for the History Department, University College, Dar es Salaam, by the East African Publishing House, 1968.
- A history of the Bemba; political growth and change in north-eastern Zambia before 1900. Madison: University of Wisconsin Press, 1973.
- A history of Zambia. London: Heinemann, 1976.
- The Colonial moment in Africa : essays on the movement of minds and materials, 1900-1940. Cambridge: Cambridge University Press, 1986.
- (ed.) The Cambridge History of Africa[англ.]. Vol. 7: From 1905 to 1940. Cambridge: Cambridge University Press, 1986.